# Classe EF-4 et EP-4
Les locomotives de Classe EF-4 et EP-4 du Chicago, Milwaukee, St. Paul and Pacific Railroad sont des locomotives électriques qui ont été construites pour le service en Union soviétique, qui n’ont jamais été livrées en raison des tensions de la guerre froide. 

## Historique
Construites par la General Electric, le Département d'État américain a interdit les exportations stratégiques à l'Union soviétique, et l'ordre a été annulé en octobre 1948. Par la suite, GE essaie de les vendre. Cinq des locomotives ont été achetées par le chemin de fer Paulista du Brésil, et trois ont été achetées par le South Shore Line. La Milwaukee Road fait l’achat des locomotives restantes ; douze de ces locomotives ont été expédiées sur des wagons plats et modifiés à partir de l’Écartement russe pour l'écartement des voies normales. Les douze locomotives ont été vendues « telles quelles », avec toutes les modifications effectuées par le Milwaukee Road. Elles ont été surnommées Little Joe (Petit Joe), en référence à Joseph Staline.
Les 12 locomotives ont servi pendant 24 ans sur les routes de la Milwaukee Road.